# Theophil Spörri (Theologe, 1887)
Theophil Spörri (* 22. Februar 1887 in Winterthur; † 1. April 1955 in Basel) war ein Schweizer Theologe.

## Leben
Theophil Spörri war von 1922 bis 1944 Dozent für neutestamentliche Theologie, Dogmatik und Religionsgeschichte am Predigerseminar in Frankfurt am Main. 1930 verfasste er den für viele Methodisten bedeutenden Leitfaden für den Katechismus-Unterricht. Nach Frankfurt war er Lehrer bei der Basler Mission. Seine Glaubenslehre Der Mensch und die frohe Botschaft (1939 bis 1956) blieb unvollendet. Theophil Spörri war Cousin des Romanisten Theophil Spoerri.